# 6742 Biandepei
6742 Biandepei este un asteroid din centura principală de asteroizi.

## Descriere
6742 Biandepei este un asteroid din centura principală de asteroizi. A fost descoperit pe 8 aprilie 1994 la Kitami de Kin Endate și Kazuro Watanabe. El prezintă o orbită caracterizată de o semiaxă mare de 2,33 ua, o excentricitate de 0,17 și o înclinație de 5,5° în raport cu ecliptica.